# Willy Kahle
Willy Kahle (ur. 13 kwietnia 1892, zm. ?) – niemiecki as myśliwski z czasów I wojny światowej z 6 potwierdzonymi oraz trzema niepotwierdzonymi zwycięstwami powietrznymi.
Willy Kahle wstąpił do armii w roku 1911. Służył w pułku huzarów - Husaren-Regiment „Fürst Blücher von Wahlstatt“ (Pommersches) Nr. 5“ – Erstellen. Do lotnictwa został przeniesiony w lipcu 1917 roku. odbył szkolenie w FEA 6 w Großenhain. Następnie służył w jednostce rozpoznawczej, a po ukończeniu, w lipcu 1918 roku, szkoły Jastaschule II w Nivelles został skierowany do Jagdstaffel 27.
W jednostce odniósł wszystkie zwycięstwa powietrzne. Pierwsze 2 września 1918 roku. W okolicach Bewugnatre zestrzelił samolot Sopwith Camel. Ostatnie zwycięstwo odniósł 4 listopada. Jego powojenne losy nie są znane.